# Zaburzenie przewodzone
Zaburzenie przewodzone (ang. conducted disturbance) – zjawisko elektromagnetyczne rozchodzące się wzdłuż przewodów sieci rozdzielczej. W pewnych przypadkach zjawisko elektromagnetyczne przenosi się pomiędzy uzwojeniami transformatora, a tym samym między sieciami zasilającymi o różnych napięciach znamionowych. Zaburzenia te mogą obniżyć jakość działania urządzeń, sprzętu lub sieci zasilającej, lub mogą spowodować ich uszkodzenie.